# Lijst van Bulgaarse ministers van Buitenlandse Zaken
Het ministerie van Buitenlandse Zaken (Bulgaars: Министерство на външните работи oftewel Ministerstvo na vanshnite raboti) is een ministerie van de Bulgaarse overheid.

## Lijst van ministers (sinds 1989)
| Minister             | Ambtsperiode                         |
| -------------------- | ------------------------------------ |
| Bojko Dimitrow       | 17 november 1989 – 8 februari 1990   |
| Bojko Dimitrow       | 8 februari 1990 – 22 september 1990  |
| Ljuben Gozew         | 22 september 1990 – 20 december 1990 |
| Wiktor Walkow        | 20 december 1990 – 8 november 1991   |
| Stojan Ganew         | 8 november 1991 – 30 december 1992   |
| Ljuben Berow         | 30 december 1992 – 23 juni 1993      |
| Stanislaw Daskalow   | 23 juni 1993 – 26 januari 1995       |
| Iwan Stantschow      | 17 augustus 1995 – 26 januari 1995   |
| Georgi Pirinski      | 26 januari 1995 – 13 november 1996   |
| Irina Bokowa         | 13 november 1996 – 12 februari 1997  |
| Stojan Stalew        | 12 februari 1997 – 21 mei 1997       |
| Nadezjda Michajlowa  | 21 mei 1997 – 24 juli 2001           |
| Solomon Pasi         | 24 juli 2001 – 17 augustus 2005      |
| Iwajlo Kalfin        | 17 augustus 2005 – 27 juli 2009      |
| Roemjana Zjeleva     | 27 juli 2009 – 27 januari 2010       |
| Nikolaj Mladenow     | 27 januari 2010 – 13 maart 2013      |
| Marin Rajkov         | 13 maart 2013 – 29 mei 2013          |
| Kristian Vigenin     | 29 mei 2013 – 6 augustus 2014        |
| Daniel Mitov         | 6 augustus 2014 – 27 januari 2017    |
| Radi Naidenov        | 27 januari 2017 – 4 mei 2017         |
| Ekaterina Zakharieva | 4 mei 2017 – 12 mei 2021             |
| Svetlan Stoev        | 12 mei 2021 – 13 december 2021       |
| Teodora Genchovska   | 13 december 2021 – 2 augustus 2022   |
| Nikolay Milkov       | 2 augustus 2022 – 3 mei 2023         |
| Ivan Kondov          | 3 mei 2023 – 6 juni 2023             |
| Marija Gabriel       | sinds 6 juni 2023                    |